# Calandrino

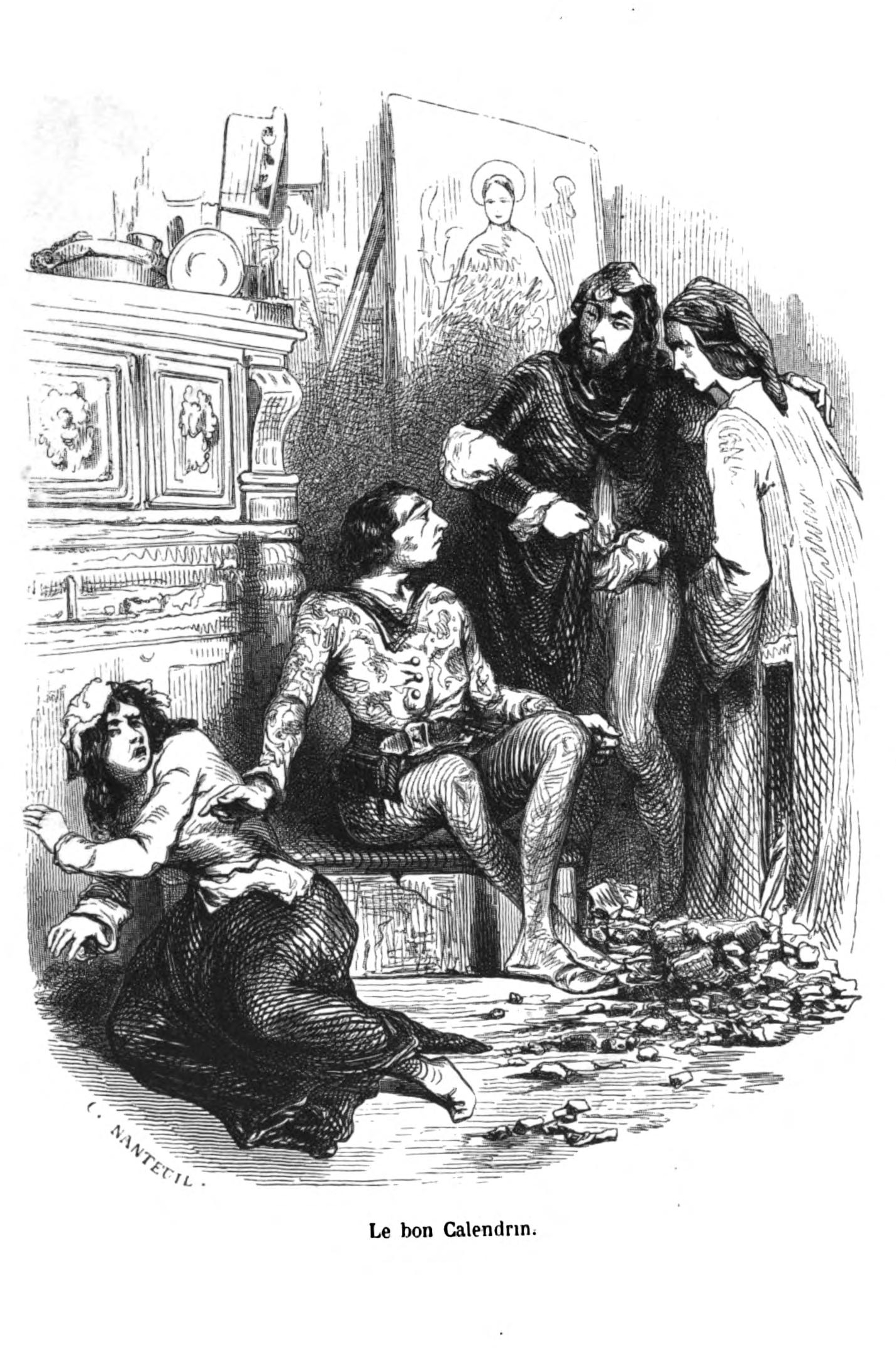
Calandrino con la moglie, Bruno e Buffalmacco nella novella terza della Ottava giornata

Francesco Calandrino, soprannome del fiorentino Giovannozzo di Pierino (Firenze, ... – Firenze, 1318), è stato un pittore italiano del XIV secolo.

## Biografia
Personaggio realmente esistito, Calandrino è più noto come protagonista di alcune novelle nel Decameron in cui viene inquadrato come personaggio sciocco e credulone, che presume di essere molto furbo e per questo viene deriso dagli amici Bruno e Buffalmacco, ma anche molto cattivo e determinato nel raggiungimento dei suoi scopi.
Da qui si può notare la bravura di Boccaccio nella scelta del nome che poi rispecchierà il carattere del personaggio, infatti: calandrino è il diminutivo di calandro, uccello dello stesso ordine delle allodole, che, secondo la credenza popolare, è considerato balordo.
"Calandrino" o "Gualandrino" - come talvolta è ricordato in alcuni inventari - è altresì uno strumento usato comunemente in varie arti o mestieri: simile nella forma a un compasso, serviva, e serve tuttora col nome di "seste", per rapportare le distanze. A Firenze si dice ancor oggi di una persona con le gambe magre che cammina a grandi falcate, senza quindi piegare le ginocchia, "ha du' gambe che paion du' seste"; forse il soprannome di Calandrino era dovuto al suo aspetto e al suo modo di incedere.
Calandrino fu lo pseudonimo usato da Indro Montanelli negli anni 1942-1944 per gli articoli che scrisse per Il Tempo di Roma.

## Calandrino, Bruno e Buffalmacco nelle novelle del Decameron
(Decameron, Ottava Giornata, Novella Terza - Boccaccio)
Calandrino, Bruno e Buffalmacco vanno alla ricerca dell'elitropia (pietra che rende le persone invisibili) nel fiume Mugnone. Calandrino crede di averla trovata e, tornati a casa pieni di pietre, la moglie lo rimprovera; così, adirato, la picchia e racconta ai suoi compagni ciò che essi sanno meglio di quanto sappia lui (cioè che la pietra non aveva nessun potere).
(Decameron, Ottava Giornata, Novella Sesta - Boccaccio)
Bruno e Buffalmacco rubano un maiale a Calandrino e, dopo, gli fanno credere di poter trovare il colpevole tra i suoi vicini col rito delle galle di zenzero e vernaccia. Così, gliene danno una di quelle di escrementi di cane e aloè: vedendo però che Calandrino la sputava gli diedero un'altra galla truccata, così vedendo che le sputava fecero credere che il maiale l'aveva rubato lui stesso; così si fanno comprare dei capponi, minacciando di dire tutto alla moglie.
(Decameron, Nona Giornata, Novella Terza - Boccaccio)
Maestro Simone, istigato da Bruno, Buffalmacco e Nello, fa credere a Calandrino di essere incinto; il quale dà ai tre il denaro per le medicine, con cui comprano dei capponi, e guarisce senza partorire.
(Decameron, Nona Giornata, Novella Quinta - Boccaccio)
Calandrino si innamora di una ragazza; Bruno gli fa un incantesimo per cui, appena Calandrino la tocca, lei va con lui. Poi è trovato dalla moglie, con cui ha una gravissima e noiosa questione.

## Caratteristiche del personaggio
Calandrino non è il semplice stupido di paese, ma assume una figura che lo rende il vero antieroe del Decameron; infatti emergono in lui quei valori come la cattiveria e la voglia di realizzarsi pur a discapito del prossimo: per esempio con la forza con cui picchia la moglie pensando che sia lei causa della perdita dei poteri magici della pietra; 
(Decameron, Ottava Giornata, Novella Terza - Boccaccio)
nella malignità con la quale vuole truffare i truffatori con la pietra magica;
(Decameron, Ottava Giornata, Novella Terza - Boccaccio)
o, ancora, nella determinazione di avere tutto per sé pure a costo di raggirare gli amici.
(Decameron, Ottava Giornata, Novella Terza - Boccaccio)